# Дмитриево Большое
Дмитриево Большое — деревня в Пучежском районе Ивановской области России. Входит в состав Мортковского сельского поселения.

## География
Деревня расположена в восточной части Ивановской области, в зоне хвойно-широколиственных лесов, вблизи места впадения реки Ячменки в Горьковское водохранилище, на расстоянии приблизительно 7 километров (по прямой) к юго-юго-востоку от города Пучежа, административного центра района. Абсолютная высота — 106 метров над уровнем моря.

### Климат
Климат характеризуется как умеренно континентальный, с умеренно холодной снежной зимой тёплым влажным летом. Среднегодовая температура воздуха — 2,6 °C. Средняя температура воздуха самого холодного месяца (января) — −12,1 °C (абсолютный минимум — −39 °C); самого тёплого месяца (июля) — 17,7 °C (абсолютный максимум — 30 °С). Безморозный период длится около 139 дней. Годовое количество атмосферных осадков — 658 мм, из которых 417 мм выпадает в период с апреля по октябрь. Снежный покров устанавливается в третьей декаде ноября и держится в течение 145 дней.

### Часовой пояс
Деревня Дмитриево Большое, как и вся Ивановская область, находится в часовой зоне МСК (московское время). Смещение применяемого времени относительно UTC составляет +3:00.

## История
В XIX — первой четверти XX века деревня входила в состав Кандауровской волости Юрьевецкого уезда Костромской губернии.
Около деревни в 1910 г. основана Галашинская земская школа .
С 1918 года в составе Иваново-Вознесенской губернии, с 1929 года в составе Пучежского района Ивановской области, с 2005 года — в составе Мортковского сельского поселения.
До 2010 г. в деревне действовал Сельскохозяйственный производственный кооператив (СПК) «Заря», до 2006 г. -
начальная школа - детский сад.

## Инфраструктура и достопримечательности
В селе имеются ФАП, сельский клуб, библиотека и магазин.
Мемориал воинам, погибшим в Великой Отечественной войне 1941—1945 г.
В деревне имеется централизованное водоснабжение от артезианской скважины и водонапорной башни Рожновского (протяженность водопроводных сетей - 15,9 км).
Улицы: Молодежная, Новая, Приволжская, Центральная.

## Население
| 2010 |
| ---- |
| 205  |

### Национальный состав
Согласно результатам переписи 2002 года, в национальной структуре населения русские составляли 96 % из 269 чел.

## Транспорт
Автобусное сообщение производится (не во все недели) с центром района — городом Пучеж. Рядом с деревней проходит автодорога Пучеж — Нижний Новгород. От ост. Поползуха можно доехать до г. Иваново. C автостанции г. Пучеж можно доехать до других населенных пунктов пригородного или междугороднего сообщения (Кинешма, Юрьевец). 